# 비탈리나 바차라시키나
비탈리나 이고레브나 바차라시키나(러시아어: Витали́на И́горевна Бацара́шкина, 1996년 10월 1일~)는 러시아의 사격 선수로 주 종목은 권총이다. 2016년 하계 올림픽에서 여자 10m 공기권총 부문 은메달을 획득했으며, 2020년 하계 올림픽에서 여자 10m 공기권총과 25m 권총 부문 금메달과 10m 공기권총 혼성 단체전에서 은메달을 획득했다.